# جونگ دو هونگ
جونگ دو هونگ (انگلیسی: Jung Doo-hong؛ زادهٔ ۱۴ دسامبر ۱۹۶۶) بازیگر اهل کره جنوبی است. وی از سال ۱۹۸۹ میلادی تاکنون مشغول فعالیت بوده‌است.
از فیلم‌ها یا برنامه‌های تلویزیونی که وی در آن نقش داشته‌است می‌توان به شش اژدهای پرنده . مبارزی در باد و بالرینا اشاره کرد.